# Westfield, Wisconsin
Westfield là một làng thuộc quận Marquette, tiểu bang Wisconsin, Hoa Kỳ. Năm 2006, dân số của làng này là 1217 người.